# District historique de Stephenville Downtown
Le district historique de Stephenville Downtown, ou Stephenville Downtown Historic District en anglais, est un district historique de la ville américaine de Stephenville, au Texas. Il est inscrit au Registre national des lieux historiques depuis le 23 avril 2018.
Ce district comprend notamment le Dawson Saloon, l'Erath County Courthouse et la First National Bank Building, qui bénéficient tous trois de protections individuelles.